# Gleichton
Als Gleichton wird der Knopf beim diatonischen Akkordeon bezeichnet, der in beiden Zugrichtungen den gleichen Ton erzeugt.
Im Zudruck erklingen bei diatonischen Instrumenten die Dreiklangstöne der jeweiligen Tonart, (Dur-Dreiklang der Tonika,) im Aufzug erklingen die dazwischen liegenden Töne (zugehöriger Dominant-Sept-Akkord). Da der 5. Ton der Tonleiter sowohl in der Tonika als auch in der Dominante vorkommt, ist wegen der leichteren Spielbarkeit dieser Ton in mittlerer Lage sowohl in Zug als auch in Druck eingebaut, wird also mit dem gleichen Knopf gespielt, mit Ausnahme der äußeren Reihe. 
Die Taste (Knopf) erklingt somit gleichtönig. Die restlichen Tasten in der jeweiligen Reihe sind wechseltönige Tasten.
Die ersten diatonischen Instrumente hatten keine Knöpfe mit Gleichton, so wie dies auch bei vielen diatonischen Instrumenten heute noch der Fall ist (Wiener Modell). 
Der Gleichton liegt auf Stufe fünf der jeweiligen diatonischen Skala.
Bei einer C-Dur Skala ist es somit die Dominante g, die gleichtönig klingt.

## Entwicklung
Zuerst erhielten manche Instrumente in der dritten Reihe einen Gleichton. Heute haben alle steirischen Harmonikas in der 2. bis zur 5. Reihe einen Gleichton.
Der Gleichton ermöglicht das einfachere Greifen von Akkordfolgen (Kadenzen), die die Folge I, V haben  (Stufentheorie). Alpenländische Volksmusik und Popmusik sind sehr stark von diesen Abfolgen und Harmoniemustern geprägt.
In Holland wird noch eine andere Variante verwendet, wobei die entsprechende Stimmplatte am Stimmstock gewendet wird. Dies führt ebenfalls zu dem Effekt, dass auf Zug der Dominantseptakkord klingt. In Druckrichtung muss für die Tonstufe fünf jedoch auf die nächst-innere Reihe ausgewichen werden.